# Koflach
Koflach AG – firma produkująca obuwie sportowe, obecnie pod jej marką oferowane jest wyłącznie obuwie wspinaczkowe. Pierwotnie siedzibą firmy było miasto Köflach w Austrii, obecnie firma rezyduje w szwajcarskim Andermatt.

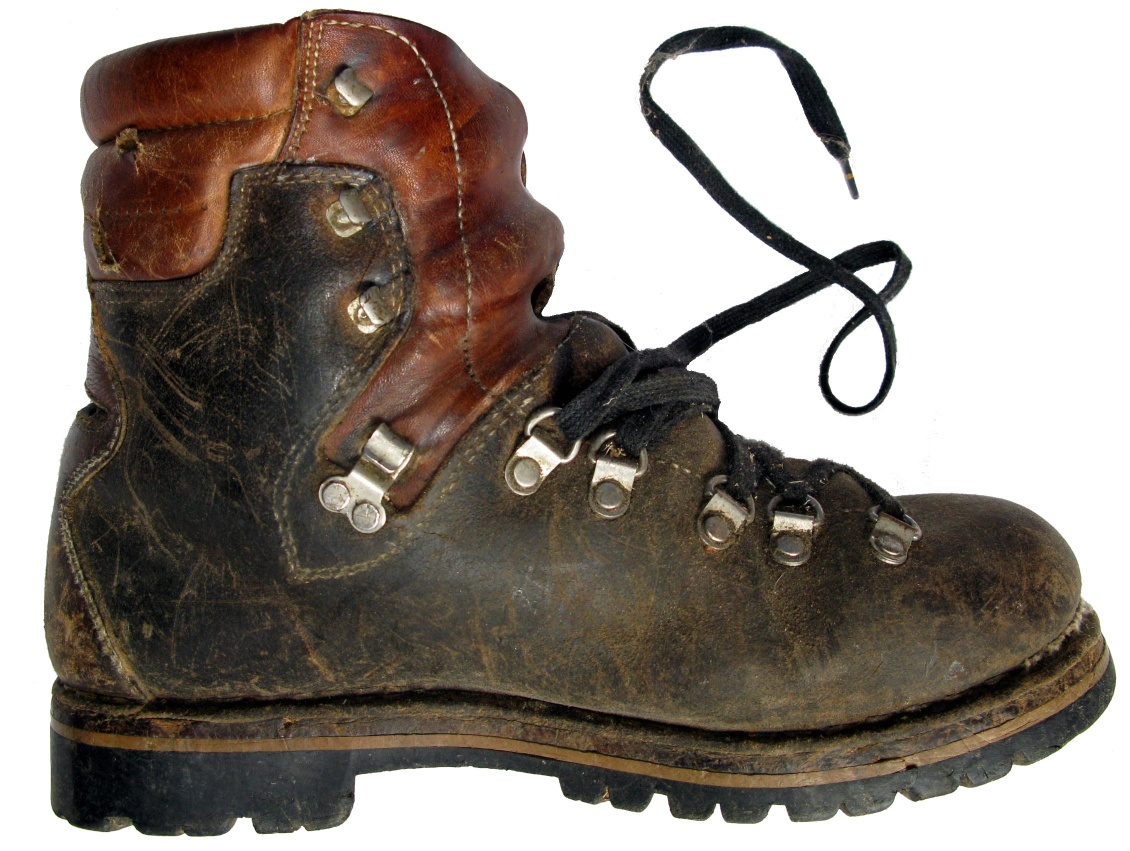
Skórzane buty wspinaczkowe firmy Koflach (ok. 1982 r.)

Początki firmy sięgają końca XIX wieku, kiedy to Franz Herunter założył w Mooskirchen firmę produkującą obuwie, m.in. na potrzeby armii austro-węgierskiej. W 1917 roku siedzibę firmy przeniesiono do Köflach. Początek produkcji obuwia narciarskiego datuje się na 1926 roku; wtedy też firma została przekształcona w spółkę akcyjną. Do międzynarodowej rejestracji marki Koflach doszło w 1951 roku. Firma była ukierunkowana przede wszystkim na produkcję obuwia narciarskiego oraz wspinaczkowego.
W 1974 roku Koflach został przejęty przez szwedzką firmę Volvo Fridit, spółkę-córkę koncernu Volvo, natomiast trzy lata później – zakupiony przez ETH Fritz Hatschek z Vöcklabruck. W 1988 roku zakłady Koflach zostają przejęte przez firmę Atomic. W 1998 roku Koflach obchodził stulecie istnienia. Wówczas produkował i sygnował – oprócz butów narciarskich i wspinaczkowych – również buty wojskowe oraz odzież (skarpety, legginsy).
W 2002 roku zakłady firmy w Köflach zostały zamknięte. W ciągu kolejnych sześciu lat marka praktycznie zniknęła z rynku. Dopiero na początku stycznia 2009 roku doszło do zakupu praw do niej przez grupę szwajcarskich inwestorów. Do wznowienia produkcji obuwia Koflach doszło w lipcu 2010 roku.
Ambasadorami marki byli himalaiści: Edmund Viesturs oraz Daniel Lee Mazur.